# Psiadia coronopus
Psiadia coronopus là một loài thực vật có hoa trong họ Cúc. Loài này được Hook.f. & Benth. ex Balf.f. miêu tả khoa học đầu tiên năm 1879.